# Kargaja
Kargaja är en by (estniska: küla) i Peipsiääre kommun i landskapet Tartumaa i östra Estland. Byn ligger vid ån Kargaja jõgi, norr om sjön Koosa järv.
Före kommunreformen 2017 hörde byn till dåvarande Vara kommun.